# Hughenden, Queensland
Hughenden är en ort i Australien. Den ligger i kommunen Flinders och delstaten Queensland, omkring 1 200 kilometer nordväst om delstatshuvudstaden Brisbane. Antalet invånare var 1 136 vid folkräkningen 2016.
Trakten runt Hughenden är nära nog obefolkad, med mindre än två invånare per kvadratkilometer.. Det finns inga andra samhällen i närheten.
Omgivningarna runt Hughenden är i huvudsak ett öppet busklandskap. Genomsnittlig årsnederbörd är 594 millimeter. Den regnigaste månaden är februari, med i genomsnitt 163 mm nederbörd, och den torraste är september, med 2 mm nederbörd.